# Melioryzm
Melioryzm (z łac. melior – lepszy) – przekonanie o naturalnym dążeniu człowieka ku dobru, ku temu co lepsze, doskonalsze. Może być także postrzegany jako szeroko pojęte doskonalenie społeczeństwa. Wiąże się ono z przekonaniem, że wszelkie dążenia do celów złych biorą się z niewiedzy lub błędu.
Przekonania meliorystyczne były charakterystyczne np. dla Witolda Rubczyńskiego, Elzenberga i Kotarbińskiego.